# Apogonídeos
Apogonidae é uma família de peixes da subordem Percoidei, superfamília Percoidea.

## Géneros
Agrupam-se em 337 espécies e 24 géneros:
- Subfamília Apogoninae
  - Género Apogon (Lacépède, 1801) (o género com maior número de espécies)
    - Apogon imberbis

  - Género Apogonichthys (Bleeker, 1854)
  - Género Archamia (Gill, 1863)
  - Género Astrapogon (Fowler, 1907)
  - Género Cercamia (Randall y Smith, 1988)
  - Género Cheilodipterus (Lacépède, 1801)
  - Género Coranthus (Smith, 1961)
  - Género Foa (Jordan y Evermann en Jordan y Seale, 1905)
  - Género Fowleria (Jordan y Evermann, 1903)
  - Género Glossamia (Gill, 1863)
  - Género Holapogon (Fraser, 1973)
  - Género Lachneratus (Fraser y Struhsaker, 1991)
  - Género Mionorus 
  - Género Neamia (Smith y Radcliffe en Radcliffe, 1912)
  - Género Phaeoptyx (Fraser y Robins, 1970)
  - Género Pterapogon (Koumans, 1933)
  - Género Rhabdamia (Weber, 1909)
  - Género Siphamia (Weber, 1909)
  - Género Sphaeramia (Fowler y Bean, 1930)
  - Género Vincentia (Castelnau, 1872)
  - Género Zoramia
- Subfamília Pseudaminae
  - Género Gymnapogon (Regan, 1905)
  - Género Paxton (Baldwin y Johnson, 1999)
  - Género Pseudamia (Bleeker, 1865)
  - Género Pseudamiops (Smith, 1954)